# جایزه بزرگ ابوظبی ۲۰۲۰
جایزه بزرگ ابوظبی ۲۰۲۰ (که به‌طور رسمی به عنوان جایزه بزرگ فرمول ۱ اتحاد ایرویز ابوظبی ۲۰۲۰شناخته می‌شود) یک مسابقه فرمول یک بود که در ۱۳ دسامبر سال ۲۰۲۰ در پیست یاس مارینا در ابوظبی، امارات متحده عربی برگزار شد. این مسابقه هفدهمین و آخرین جایزه بزرگ از فصل ۲۰۲۰ بود. راننده ردبول ، مکس ورشتپن برنده مسابقه شد و در همه دورها پیشتازی مسابقه را حفظ کرده بود. پس از او رانندگان مرسدس والتری بوتاس و لوئیس همیلتون سکو را کسب کردند. تیم ردبول پس از هفت سال اولین پیروزی خود را در یاس مارینا بدست آورد. مک لارن در مسابقات قهرمانی سازندگان مقام سوم را کسب کرد که باعث شد آنها بالاترین امتیاز خود را در مسابقات قهرمانی سازندگان از سال ۲۰۱۲ بدست آورند. این همچنین به این معنی بود که برای اولین بار از سال ۲۰۱۵، تیمی غیر از مرسدس، فراری و ردبول در مسابقات قهرمانی سازندگان در جمع سه تیم برتر قرار گرفت.

## شرکت کنندگان
رانندگان و تیم‌ها همان رانندگان معرفی شده در شروع فصل بودند، فقط با استثنا رومن گروژان ، که در جایزه بزرگ بحرین دچار سوختگی شد، جای خود را به پیترو فیتیپالدی داد. میک شوماخر در اولین جلسه تمرین به جای کوین مگنوسن برای تیم هاس و رابرت کوبیکا به جای آنتونیو جیووینازی برای آلفارومئو ریسینگ رانندگی کرد. رابرت شوارتزمن که در فرمول ۲ شرکت کرد نیز قرار بود در اولین جلسه تمرینی حاضر شود و برای تیم هاس رانندگی کند، با این حال او در لیست ورودی ظاهر نشد. لوئیس همیلتون اندکی قبل از مسابقه بعنوان شرکت کننده تأیید شد، زیرا آزمایش کرونا او منفی بود، که باعث شده بود دور قبلی را از دست بدهد. این مسابقه آخرین مسابقه برای نام ریسینگ پوینت و رنو بود؛ زیرا قرار است به ترتیب برای ۲۰۲۱ با نام‌های استون مارتین و آلپاین در مسابقات شرکت کنند. این مسابقه همچنین صدمین جازه بزرگ برای تیم هاس و ۴۰۰ امین مسابقه تیم رنو را رقم زد.

### لاستیک‌ها
تأمین کننده تایر پیرلیی ترکیبات تایر C4، C3 و C5 (نرمترین انتخاب موجود) را برای استفاده در شرایط خشک تهیه کرد. پیرلی در دومین جلسه تمرین ترکیبات تایر ۲۰۲۱ را آزمایش کرد.

## تمرین
اولین جلسه تمرین با پیشتازی مکس ورستاپن پس از والتری بوتاس و استبان اوکون به پایان رسید. به دلیل آتش گرفتن آلفا رومئو C39 که کیمی رایکونن آن را می‌راند؛ جلسه تمرین دوم ۱۰ دقیقه را در پرچم قرمز گذراند. این جلسه تمرین با پیشتازی والتری بوتاس به پایان رسید. ورستاپن در سومین جلسه تمرین سریعترین زمان را ثبت کرد.

## تعیین خط
مکس ورشتپن از تیم ردبول برای اولین بار پس از جایزه بزرگ برزیل ۲۰۱۹ توانست پول پوزیشن را کسب کند. این تنها جایگاه پول پوزیشنی این فصل بود که توسط اتومبیلی که از موتور مرسدس نیرو نمی‌گیرد به دست آمد و از سال ۲۰۱۳ اولین بار است که مرسدس در پیست یاس مارینا پول پوزیشن نمی‌گیرد. والتری بوتاس و لوئیس همیلتون با لاندو نوریس از مک لارن در به ترتیب در رده‌های دوم، سوم و چهارم قرار گرفتند. همچنین سباستین وتل آخرین مسابقه خود را برای فراری از جایگاه سیزدهم آغاز کرد.

### نتایج تعیین خط
| جایگاه | شماره | راننده            | تیم-موتور          | زمان تعیین خط | زمان تعیین خط   | زمان تعیین خط | استارت |
| جایگاه | شماره | راننده            | تیم-موتور          | Q1            | Q2              | Q3            | استارت |
| ------ | ----- | ----------------- | ------------------ | ------------- | --------------- | ------------- | ------ |
| ۱      | ۳۳    | مکس ورشتپن        | ردبول-هوندا        | ۱:۳۵٫۹۹۳      | ۱:۳۵٫۶۴۱        | ۱:۳۵٫۲۴۶      | ۱      |
| ۲      | ۷۷    | والتری بوتاس      | مرسدس              | ۱:۳۵٫۶۹۹      | ۱:۳۵٫۵۲۷        | ۱:۳۵٫۲۷۱      | ۲      |
| ۳      | ۴۴    | لوییس همیلتون     | مرسدس              | ۱:۳۵٫۵۲۸      | ۱:۳۵٫۴۶۶        | ۱:۳۵٫۳۳۲      | ۳      |
| ۴      | ۴     | لندو نوریس        | مکلارن-رنو         | ۱:۳۶٫۰۱۶      | ۱:۳۵٫۸۴۹        | ۱:۳۵٫۴۹۷      | ۴      |
| ۵      | ۲۳    | الکساندر آلبون    | ردبول-هوندا        | ۱:۳۶٫۱۰۶      | ۱:۳۵٫۶۵۴        | ۱:۳۵٫۵۷۱      | ۵      |
| ۶      | ۵۵    | کارلوس ساینز ج    | مک لارن-رنو        | ۱:۳۶٫۵۱۷      | ۱:۳۶٫۱۹۲        | ۱:۳۵٫۸۱۵      | ۶      |
| ۷      | ۲۶    | دنیل کویات        | آلفاتاوری-هوندا    | ۱:۳۶٫۴۵۹      | ۱:۳۶٫۲۱۴        | ۱:۳۵٫۹۶۳      | ۷      |
| ۸      | ۱۸    | لنس استرول        | ریسینگ پوینت-مرسدس | ۱:۳۶٫۵۰۲      | ۱:۳۶٫۱۴۳        | ۱:۳۶٫۰۴۶      | ۸      |
| ۹      | ۱۶    | چارلز لکلرک       | فراری              | ۱:۳۵٫۸۸۱      | ۱:۳۵٫۹۳۲        | ۱:۳۶٫۰۶۵      | ۱۲     |
| ۱۰     | ۱۰    | پیر گسلی          | آلفاتاوری-هوندا    | ۱:۳۶٫۵۴۵      | ۱:۳۶٫۲۸۲        | ۱:۳۶٫۲۴۲      | ۹      |
| ۱۱     | ۳۱    | استبان اوکون      | رنو                | ۱:۳۶٫۷۸۳      | ۱:۳۶٫۳۵۹        | ن/م           | ۱۰     |
| ۱۲     | ۳     | دنیل ریکیاردو     | رنو                | ۱:۳۶٫۷۰۴      | ۱:۳۶٫۴۰۶        | ن/م           | ۱۱     |
| ۱۳     | ۵     | سباستین فتل       | فراری              | ۱:۳۶٫۶۵۵      | ۱:۳۶٫۶۳۱        | ن/م           | ۱۳     |
| ۱۴     | ۹۹    | آنتونیو جوویناتزی | آلفارومئو-فراری    | ۱:۳۷٫۰۷۵      | ۱:۳۸٫۲۴۸        | ن/م           | ۱۴     |
| ۱۵     | ۱۱    | سرجیو پرز         | ریسینگ پوینت-مرسدس | ۱:۳۶٫۰۳۴      | زمانی ثبت نکرده | ن/م           | ۱۹۲    |
| ۱۶     | ۷     | کیمی رایکونن      | آلفارومئو-فراری    | ۱:۳۷٫۵۵۵      | ن/م             | ن/م           | ۱۵     |
| ۱۷     | ۲۰    | کوین مگنوسن       | هاس-فراری          | ۱:۳۷٫۸۳۶      | ن/م             | ن/م           | ۲۰     |
| ۱۸     | ۶۳    | جورج راسل         | ویلیامز-مرسدس      | ۱:۳۸٫۰۴۵      | ن/م             | ن/م           | ۱۶     |
| ۱۹     | ۵۱    | پترو فیتیپالدی    | هاس-فراری          | ۱:۳۸٫۱۷۳      | ن/م             | ن/م           | ۱۷     |
| ۲۰     | ۶     | نیکلاس لطیفی      | ویلیامز-مرسدس      | ۱:۳۸٫۴۴۳      | ن/م             | ن/م           | ۱۸     |
| منابع: |       |                   |                    |               |                 |               |        |

## مسابقه
| جایگاه                                                | شماره | راننده            | تیم-موتور          | دورها | زمان        | شروع | امتیاز |
| ----------------------------------------------------- | ----- | ----------------- | ------------------ | ----- | ----------- | ---- | ------ |
| ۱                                                     | ۳۳    | مکس ورشتپن        | ردبول-هوندا        | ۵۵    | ۱:۳۶:۲۸٫۶۴۵ | ۱    | ۲۵     |
| ۲                                                     | ۷۷    | والتری بوتاس      | مرسدس              | ۵۵    | +۱۵٫۹۷۶     | ۲    | ۱۸     |
| ۳                                                     | ۴۴    | لوییس همیلتون     | مرسدس              | ۵۵    | +۱۸٫۴۱۵     | ۳    | ۱۵     |
| ۴                                                     | ۲۳    | الکساندر آلبون    | ردبول-هوندا        | ۵۵    | +۱۹٫۹۸۷     | ۵    | ۱۲     |
| ۵                                                     | ۴     | لندو نوریس        | مک لارن-رنو        | ۵۵    | +۱:۰۰٫۷۲۹   | ۴    | ۱۰     |
| ۶                                                     | ۵۵    | کارلوس ساینز ج    | مک لارن-رنو        | ۵۵    | +۱:۰۵٫۶۶۲   | ۶    | ۸      |
| ۷                                                     | ۳     | دنیل ریکیاردو     | رنو                | ۵۵    | +۱:۱۳٫۷۴۸   | ۱۱   | ۷۱     |
| ۸                                                     | ۱۰    | پیر گسلی          | آلفاتاوری-هوندا    | ۵۵    | +۱:۲۹٫۷۱۸   | ۹    | ۴      |
| ۹                                                     | ۳۱    | استبان اوکون      | رنو                | ۵۵    | +۱:۴۹٫۶۹    | ۱۰   | ۲      |
| ۱۰                                                    | ۱۸    | لنس استرول        | ریسینگ پوینت-مرسدس | ۵۵    | +۱:۴۲٫۷۳۸   | ۸    | ۱      |
| ۱۱                                                    | ۲۶    | دنیل کویات        | آلفاتاوری-هوندا    | ۵۴    | +۱ دور      | ۷    |        |
| ۱۲                                                    | ۷     | کیمی رایکونن      | آلفا رومئو-فراری   | ۵۴    | +۱ دور      | ۱۵   |        |
| ۱۳                                                    | ۱۶    | چارلز لکلرک       | فراری              | ۵۴    | +۱ دور      | ۱۲   |        |
| ۱۴                                                    | ۵     | سباستین فتل       | فراری              | ۵۴    | +۱ دور      | ۱۳   |        |
| ۱۵                                                    | ۶۳    | جورج راسل         | ویلیامز-مرسدس      | ۵۴    | +۱ دور      | ۱۶   |        |
| ۱۶                                                    | ۹۹    | آنتونیو جوویناتزی | آلفا رومئو-فراری   | ۵۴    | +۱ دور      | ۱۴   |        |
| ۱۷                                                    | ۶     | نیکلاس لطیفی      | ویلیامز-مرسدس      | ۵۴    | +۱ دور      | ۱۸   |        |
| ۱۸                                                    | ۲۰    | کوین مگنوسن       | هاس-فراری          | ۵۴    | +۱ دور      | ۲۰   |        |
| ۱۹                                                    | ۵۱    | پترو فیتیپالدی    | هاس-فراری          | ۵۳    | +۲ دور      | ۱۷   |        |
| ب.                                                    | ۱۱    | سرجیو پرز         | ریسینگ پوینت-مرسدس | ۸     | ب.          | ۱۹   |        |
| سریع‌ترین دور: دنیل ریکیاردو (رنو) – ۱:۴۰٫۹۲۶ (دور ۵۵) |       |                   |                    |       |             |      |        |
| منابع:                                                |       |                   |                    |       |             |      |        |

Notes
- ^  – شامل یک امتیاز سریع‌ترین دور.

## جدول رده‌بندی بعد از مسابقه
|         | جایگاه | راننده        | امتیاز |
| ------- | ------ | ------------- | ------ |
|         | 1      | لوئیز همیلتون | ۳۴۷    |
|         | ۲      | والتری بوتاس  | ۲۲۳    |
|         | ۳      | مکس ورشتپن    | ۲۱۴    |
|         | ۴      | سرجیو پرز     | ۱۲۵    |
|         | ۵      | دنیل ریکاردو  | ۱۱۹    |
| Source: |        |               |        |

|         | جایگاه | سازنده-موتور          | امتیاز |
| ------- | ------ | --------------------- | ------ |
|         | ۱      | مرسدس-بنز در فرمول یک | ۵۷۳    |
|         | ۲      | ردبول-هوندا           | ۳۱۹    |
| ۱       | ۳      | مک‌لارن-رنو            | ۲۰۲    |
| ۱       | ۴      | ریسینگ پوینت-مرسدس    | ۱۹۵    |
|         | ۵      | رنو                   | ۱۸۱    |
| Source: |        |                       |        |